# ماتيو كازافيتش
ماتيو كازافيتش (بالفرنسية: Mathieu Kassovitz)‏ (مواليد 3 أغسطس 1967 في باريس)، هو ممثل ومخرج ومنتج وكاتب سيناريو فرنسي بدأ مسيرته الفنية عام 1978.

## الأعمال
- عيد ميلاد فتاة
- العنصر الخامس
- ميونخ
- مسلسل مكتب الاساطير أو بيرو دو ليجاند وكان ماتيو بطل المسلسل وهو رجل المخابرات المتخفي في دمشق كأستاذ للغة الفرنسية وعاد إلى باريس.

## وصلات خارجية
- الموقع الرسمي
- ماتيو كازافيتش على موقع IMDb (الإنجليزية)
- ماتيو كازافيتش على موقع ميتاكريتيك (الإنجليزية)
- ماتيو كازافيتش على موقع روتن توميتوز (الإنجليزية)
- ماتيو كازافيتش على موقع مونزينجر (الألمانية)
- ماتيو كازافيتش على موقع قاعدة بيانات الأفلام العربية
- ماتيو كازافيتش على موقع ألو سيني (الفرنسية)
- ماتيو كازافيتش على موقع ميوزك برينز (الإنجليزية)
- ماتيو كازافيتش على موقع أول موفي (الإنجليزية)
- ماتيو كازافيتش على موقع قاعدة بيانات الأفلام السويدية (السويدية)
- ماتيو كازافيتش على موقع إن إن دي بي (الإنجليزية)